# Alma Reville
Alma Reville (14 augustus 1899 – 6 juli 1982) was een Engelse eerste regieassistente, filmmonteur en scenarioschrijfster. Ze was de vrouw van de beroemde regisseur Alfred Hitchcock en assisteerde hem met zijn films.

## Biografie
Reville werd geboren in het Engelse Nottinghamshire en was dochter van Matthew Edward en Lucy Reville.
Reville was een getalenteerde redactrice die werkte voor de productie van Britse films. Zo heeft ze samengewerkt met regisseurs Berthold Viertel en Maurice Elvey. Tijdens productie van de film Famous Players-Lasky van Paramount Pictures leerde ze regisseur Alfred Hitchcock kennen. Beiden hadden een fascinatie voor bioscoopfilms en werden verliefd op elkaar. Ze trouwden op 2 december 1926 nadat Reville zich bekeerde tot de rooms-katholieke kerk.
Reville was een kei in het aanpassen, verbeteren en herschrijven van scripts en dialogen. Ze was zeer goed in het opmerken van kleine fouten in films, zoals continuïteit en inconsistentie, die Hitchcock noch anderen tijdens de finale montage van een film hadden gezien. Zo had Reville gezien dat Janet Leigh in de film Psycho haar hartslag in haar hals zichtbaar was nadat haar personage Marion Crane door Norman Bates werd vermoord..
Reville stierf toen ze 82 was. Het was een natuurlijke dood. Ze had eerder wel borstkanker, maar daar werd ze genezen van verklaard.

## Als personage in films
Het personage Reville werd door Imelda Staunton gespeeld in de televisiefilm The Girl uit 2012. Datzelfde jaar speelde Helen Mirren het personage in de bioscoopfilm Hitchcock die handelt over de relatie tussen Reville en Hitchcock tijdens de productie van Psycho.